# Tjänsteresa
Tjänsteresa, affärsresa, är en resa i tjänsten, alltså en resa som har samband med affärsverksamheten på det företag eller den organisation där resenären är anställd eller har sin egen näringsverksamhet.

## Skatteregler i Sverige (för personer bosatta i Sverige)
Biljett och hotell för tjänsteresor som företaget erbjuder, och även kontant ersättning för sådana utlägg, är fria från förmånsskatt. Kostnader man inte får ersättning för kan man ändå dra av från skatten. Kostnad för egen bil kan dras av med 18,50 kr/mil (2011), och även parkeringsavgift och trängselskatt, men inte trafikböter.
Dessutom får, om övernattning ingår, arbetsgivaren skattefritt betala en schablonersättning för kostnader som till exempel restaurangmåltid, kallad traktamente. Den är (2013) 220 kr per dag om övernattningen är inom Sverige på vissa villkor, samt oftast mycket högre om övernattningen är utomlands. Villkoren är bl.a. att avståndet är minst 50 km från både arbetet och bostaden, att man inte är hemma före kl 19, och att måltider inte betalas av någon annan än personen själv till exempel arbetsgivaren eller en leverantör. Om någon annan betalat en måltid minskas traktamentet med 15-85% för en enskild dag beroende på vilka måltider som betalts, en regel som det fuskas mycket med, eftersom det är svårt att kontrollera.
Det finns dessutom en regel att om arbetsgivaren betalar en måltid ska man förutom avdrag på traktamentet också ta upp maten som löneförmån. Detta gäller inte hotellfrukost och flygmåltid och liknande som ingår i priserna, och inte heller vid representation.